# Paralaophonte lunata
Paralaophonte lunata is een eenoogkreeftjessoort uit de familie van de Laophontidae. De wetenschappelijke naam van de soort is voor het eerst geldig gepubliceerd in 1930 door Willey.